# (241944) 2002 CU147
2002 سي يو 147 (ويعرف أيضًا باسم (241944) 2002 سي يو 147 وفق تسمية الكوكب الصغير) (بالإنجليزية: 2002 CU147)‏ هو كويكب ضمن حزام الكويكبات؛ وترتيبه 241944 من حيث الاكتشاف.
اكتُشف هذا الجُرم الفلكي بواسطة بحث لنكولن عن الكويكبات القريبة من الأرض في 10 فبراير 2002.

## وصلات خارجية
- (241944) 2002 CU147 في قاعدة بيانات مختبر الدفع النفاث لأجرام النظام الشمسي الصغيرة

- الاكتشاف · مخطط المدار ·  العناصر المدارية · المعلمات المادية

- (241944) 2002 CU147 على موقع ويكي سكاي: DSS2, SDSS, GALEX, IRAS, Hydrogen α, X-Ray, Astrophoto, Sky Map, Articles and images